# Grand Prix de Futsal de 2008
O Grand Prix de Futsal de 2008 foi disputado em Fortaleza entre 31 de maio e 8 de junho. Foi a quarta edição do evento organizado pela Federação Internacional de Futebol (FIFA).
Pela quarta vez na história o Brasil sagrou-se campeão da competição, os brasileiros venceram a Argentina por 3 a 2 na final.

## Classificação final
| Posição | Seleção         |
| ------- | --------------- |
| 1       | Brasil          |
| 2       | Argentina       |
| 3       | Ucrânia         |
| 4       | Paraguai        |
| 5       | Sérvia          |
| 6       | Colômbia        |
| 7       | Croácia         |
| 8       | República Checa |
| 9       | Venezuela       |
| 10      | Egito           |
| 11      | Uruguai         |
| 12      | Moçambique      |
| 13      | Angola          |
| 14      | Chile           |
| 15      | Peru            |
| 16      | Canadá          |

## Campeão geral
| Grand Prix de Futsal de 2008 |
| ---------------------------- |
| Brasil 4º Título             |